# US Open 2005
Die 125. US Open 2005 waren ein internationales Tennisturnier und fanden vom 29. August bis zum 11. September 2005 im USTA Billie Jean King National Tennis Center im Flushing-Meadows-Park in New York, USA statt.
Roger Federer gewann den Einzeltitel der Herren gegen Andre Agassi, bei den Damen konnte sich Kim Clijsters gegen Mary Pierce durchsetzen. Im Herrendoppel gewannen Bob Bryan / Mike Bryan gegen Jonas Björkman / Maks Mirny und im Damendoppel Lisa Raymond / Samantha Stosur gegen Jelena Dementjewa / Flavia Pennetta. Im Mixed-Doppel konnten sich Daniela Hantuchová / Mahesh Bhupathi gegen Katarina Srebotnik / Nenad Zimonjić durchsetzen.

## Herreneinzel

### Setzliste
| Nr. | Spieler           | Erreichte Runde |
| --- | ----------------- | --------------- |
| 01. | Roger Federer     | Sieg            |
| 02. | Rafael Nadal      | 3. Runde        |
| 03. | Lleyton Hewitt    | Halbfinale      |
| 04. | Andy Roddick      | 1. Runde        |
| 05. | Marat Safin       | Rückzug         |
| 06. | Nikolai Dawydenko | 2. Runde        |
| 07. | Andre Agassi      | Finale          |
| 08. | Guillermo Coria   | Viertelfinale   |
| 09. | Gastón Gaudio     | 1. Runde        |
| 10. | Mariano Puerta    | 2. Runde        |
| 11. | David Nalbandian  | Viertelfinale   |
| 12. | Tim Henman        | 1. Runde        |
| 13. | Richard Gasquet   | Achtelfinale    |
| 14. | Thomas Johansson  | 2. Runde        |
| 15. | Dominik Hrbatý    | Achtelfinale    |
| 16. | Radek Štěpánek    | 2. Runde        |

| Nr. | Spieler             | Erreichte Runde |
| --- | ------------------- | --------------- |
| 17. | David Ferrer        | 3. Runde        |
| 18. | Ivan Ljubičić       | 3. Runde        |
| 19. | Tommy Robredo       | Achtelfinale    |
| 20. | Juan Carlos Ferrero | 1. Runde        |
| 21. | Fernando González   | 3. Runde        |
| 22. | Mario Ančić         | 2. Runde        |
| 23. | Jiří Novák          | 2. Runde        |
| 24. | Michail Juschny     | 3. Runde        |
| 25. | Taylor Dent         | 3. Runde        |
| 26. | Feliciano López     | 2. Runde        |
| 27. | Olivier Rochus      | 3. Runde        |
| 28. | Greg Rusedski       | 1. Runde        |
| 29. | Tommy Haas          | 3. Runde        |
| 30. | Maks Mirny          | 3. Runde        |
| 31. | Carlos Moyá         | 2. Runde        |
| 32. | Tomáš Berdych       | 3. Runde        |

## Dameneinzel

### Setzliste
| Nr. | Spielerin              | Erreichte Runde |
| --- | ---------------------- | --------------- |
| 01. | Marija Scharapowa      | Halbfinale      |
| 02. | Lindsay Davenport      | Viertelfinale   |
| 03. | Amélie Mauresmo        | Viertelfinale   |
| 04. | Kim Clijsters          | Sieg            |
| 05. | Swetlana Kusnezowa     | 1. Runde        |
| 06. | Jelena Dementjewa      | Halbfinale      |
| 07. | Justine Henin-Hardenne | Achtelfinale    |
| 08. | Serena Williams        | Achtelfinale    |
| 09. | Nadja Petrowa          | Viertelfinale   |
| 10. | Venus Williams         | Viertelfinale   |
| 11. | Patty Schnyder         | Achtelfinale    |
| 12. | Mary Pierce            | Finale          |
| 13. | Anastassija Myskina    | 3. Runde        |
| 14. | Alicia Molik           | 1. Runde        |
| 15. | Nathalie Dechy         | Achtelfinale    |
| 16. | Jelena Bowina          | Rückzug         |
| 17. | Jelena Janković        | 3. Runde        |

| Nr. | Spielerin               | Erreichte Runde |
| --- | ----------------------- | --------------- |
| 18. | Ana Ivanović            | 2. Runde        |
| 19. | Jelena Lichowzewa       | Achtelfinale    |
| 20. | Daniela Hantuchová      | 3. Runde        |
| 21. | Dinara Safina           | 1. Runde        |
| 22. | Silvia Farina Elia      | 1. Runde        |
| 23. | Tatiana Golovin         | 3. Runde        |
| 24. | Shinobu Asagoe          | 3. Runde        |
| 25. | Francesca Schiavone     | 3. Runde        |
| 26. | Nicole Vaidišová        | Achtelfinale    |
| 27. | Gisela Dulko            | 2. Runde        |
| 28. | Flavia Pennetta         | 1. Runde        |
| 29. | Anna Tschakwetadse      | 3. Runde        |
| 30. | Ai Sugiyama             | 3. Runde        |
| 31. | Anna-Lena Grönefeld     | 3. Runde        |
| 32. | Anabel Medina Garrigues | 3. Runde        |
| 33. | Wera Duschewina         | 2. Runde        |

## Herrendoppel

### Setzliste
| Nr. | Paarung                        | Erreichte Runde |
| --- | ------------------------------ | --------------- |
| 01. | Jonas Björkman Maks Mirny      | Finale          |
| 02. | Bob Bryan Mike Bryan           | Sieg            |
| 03. | Mark Knowles Daniel Nestor     | 1. Runde        |
| 04. | Wayne Black Kevin Ullyett      | Halbfinale      |
| 05. | Leander Paes Nenad Zimonjić    | 1. Runde        |
| 06. | Michaël Llodra Fabrice Santoro | 1. Runde        |
| 07. | Mahesh Bhupathi Martin Damm    | Achtelfinale    |
| 08. | Wayne Arthurs Paul Hanley      | Achtelfinale    |

| Nr. | Paarung                         | Erreichte Runde |
| --- | ------------------------------- | --------------- |
| 09. | Simon Aspelin Todd Perry        | Viertelfinale   |
| 10. | František Čermák Leoš Friedl    | 2. Runde        |
| 11. | Jonathan Erlich Andy Ram        | Viertelfinale   |
| 12. | Cyril Suk Pavel Vízner          | Viertelfinale   |
| 13. | Stephen Huss Wesley Moodie      | 1. Runde        |
| 14. | Gastón Etlis Martín Rodríguez   | 1. Runde        |
| 15. | Fernando González Nicolás Massú | Achtelfinale    |
| 16. | Lucas Arnold Ker Petr Pála      | 1. Runde        |

## Damendoppel

### Setzliste
| Nr. | Paarung                                  | Erreichte Runde |
| --- | ---------------------------------------- | --------------- |
| 01. | Cara Black Rennae Stubbs                 | Viertelfinale   |
| 02. | Swetlana Kusnezowa Alicia Molik          | Viertelfinale   |
| 03. | Conchita Martínez Virginia Ruano Pascual | Halbfinale      |
| 04. | Nadja Petrowa Meghann Shaughnessy        | Achtelfinale    |
| 05. | Daniela Hantuchová Ai Sugiyama           | Achtelfinale    |
| 06. | Lisa Raymond Samantha Stosur             | Sieg            |
| 07. | Anna-Lena Grönefeld Martina Navratilova  | Halbfinale      |
| 08. | Corina Morariu Patty Schnyder            | Viertelfinale   |

| Nr. | Paarung                               | Erreichte Runde |
| --- | ------------------------------------- | --------------- |
| 09. | Anabel Medina Garrigues Dinara Safina | 1. Runde        |
| 10. | Shinobu Asagoe Katarina Srebotnik     | Achtelfinale    |
| 11. | Émilie Loit Nicole Pratt              | Achtelfinale    |
| 12. | Li Ting Sun Tiantian                  | Achtelfinale    |
| 13. | Květa Peschke Barbora Strýcová        | 1. Runde        |
| 14. | Jelena Dementjewa Flavia Pennetta     | Finale          |
| 15. | Janette Husárová Francesca Schiavone  | 1. Runde        |
| 16. | Gisela Dulko Marija Kirilenko         | Achtelfinale    |

## Mixed

### Setzliste
| Nr. | Paarung                         | Erreichte Runde |
| --- | ------------------------------- | --------------- |
| 01. | Wayne Black Cara Black          | Achtelfinale    |
| 02. | Bob Bryan Rennae Stubbs         | Viertelfinale   |
| 03. | Daniel Nestor Jelena Lichowzewa | Achtelfinale    |
| 04. | Jonas Björkman Lisa Raymond     | Achtelfinale    |

| Nr. | Paarung                          | Erreichte Runde |
| --- | -------------------------------- | --------------- |
| 05. | Kevin Ullyett Ai Sugiyama        | Viertelfinale   |
| 06. | Mike Bryan Corina Morariu        | Halbfinale      |
| 07. | Leander Paes Martina Navratilova | Viertelfinale   |
| 08. | Todd Perry Alicia Molik          | Achtelfinale    |

## Junioren

### Einzel Junioren
Ryan Sweeting (BAH) besiegt Jérémy Chardy (FRA), 6:4, 6:4

### Einzel Juniorinnen
Wiktoryja Asaranka (BLR) besiegt Alexa Glatch (USA), 6:3, 6:4

### Doppel Junioren
Alex Clayton / Donald Young (USA) besiegen Carsten Ball (AUS) / Thiemo de Bakker (NED), 7:63, 4:6, 7:5

### Doppel Juniorinnen
Nikola Fraňková (CZE) / Alissa Kleibanowa (RUS) besiegen Alexa Glatch / Vania King (USA), 7:5, 7:63

## Rollstuhltennis

### Herreneinzel-Rollstuhl
Setzliste
| Nr. | Spieler         | Erreichte Runde |
| --- | --------------- | --------------- |
| 01. | David Hall      | Halbfinale      |
| 02. | Robin Ammerlaan | Sieg            |

### Dameneinzel-Rollstuhl
Setzliste
| Nr. | Spielerin      | Erreichte Runde |
| --- | -------------- | --------------- |
| 01. | Esther Vergeer | Sieg            |
| 02. | Korie Homan    | Finale          |

### Herrendoppel-Rollstuhl
Setzliste
| Nr. | Paarung                           | Erreichte Runde |
| --- | --------------------------------- | --------------- |
| 01. | Robin Ammerlaan Michaël Jeremiasz | Sieg            |
| 02. | David Hall Jayant Mistry          | Finale          |

### Damendoppel-Rollstuhl
Setzliste
| Nr. | Paarung                      | Erreichte Runde |
| --- | ---------------------------- | --------------- |
| 01. | Korie Homan Esther Vergeer   | Sieg            |
| 02. | Beth Ann Arnoult Jan Proctor | Finale          |

## Spieler des Tages
- Tag 1 – Brian Baker
- Tag 2 – James Blake
- Tag 3 – Sania Mirza
- Tag 4 – Andre Agassi
- Tag 5 – Nicole Vaidišová
- Tag 6 – James Blake
- Tag 7 – Venus Williams
- Tag 8 – Guillermo Coria
- Tag 9 – Jarkko Nieminen
- Tag 10 – Mary Pierce
- Tag 11 – Daniela Hantuchová und Mahesh Bhupathi
- Tag 12 – Mike und Bob Bryan
- Tag 13 – Kim Clijsters
- Tag 14 – Roger Federer